# Teoremi del limite centrale

Lo sviluppo di una serie binomiale di valori casuali converge alla distribuzione normale. Questo effetto viene descritto dai teoremi del limite centrale.

I teoremi del limite centrale (o "teorema centrale del limite") sono una famiglia di teoremi di convergenza debole nell'ambito della teoria della probabilità.
Una delle formulazioni più note del teorema è la seguente:
Si considerino {\displaystyle n} variabili aleatorie {\displaystyle X_{j}} indipendenti e identicamente distribuite, con {\displaystyle E[X_{j}]=\mu } e {\displaystyle \mathrm {Var} [X_{j}]=\sigma ^{2},} per {\displaystyle j=1,\ldots ,n,} con {\displaystyle 0<\sigma ^{2}<+\infty }.
Posto {\displaystyle \displaystyle Y_{n}={\frac {{\frac {1}{n}}\sum _{j=1}^{n}X_{j}-\mu }{{\sigma }/{\sqrt {n}}}}} allora al crescere di {\displaystyle n} la distribuzione della variabile aleatoria {\displaystyle Y_{n}} tenderà a una distribuzione normale standard: {\displaystyle Y_{n}{\stackrel {D}{\to }}Y\sim {\mathcal {N}}(0,1)}. 
Ciò spiega l'importanza che la funzione gaussiana assume nelle branche matematiche della statistica e della teoria della probabilità in particolare. Fu dimostrato nel 1922 da Lindeberg nell'articolo "Eine neue Herleitung des Exponentialgesetzes in der Wahrscheinlichkeitsrechnung", e poi in modo indipendente da Turing.

## Teorema di Lindeberg-Lévy
La più nota formulazione del teorema del limite centrale è quella dovuta a Lindeberg e Paul Lévy; si consideri una successione di variabili casuali {\displaystyle \ \left\{x_{j}\right\}_{j=1}^{n}} indipendenti e identicamente distribuite, 
definendo come variabile casuale complessiva:
{\displaystyle x^{*}={\frac {1}{\sqrt {n}}}\sum _{j=1}^{n}{\frac {x_{j}-\langle x\rangle _{n}}{\sigma _{n}}}={\frac {1}{\sqrt {n}}}\sum _{j=1}^{n}y_{j}.}
Bisogna semplicemente dimostrare che la variabile complessiva {\displaystyle x^{*}} converge in distribuzione alla gaussiana con valore atteso 0 e varianza 1, ovvero che:
{\displaystyle \lim _{n\to +\infty }x^{*}={\frac {e^{-{\frac {\scriptscriptstyle 1}{\scriptscriptstyle 2}}x^{2}}}{\sqrt {2\pi }}}.}
Sempre per semplicità di notazione sono state definite esplicitamente anche le variabili normalizzate come:
{\displaystyle y_{j}={\frac {x_{j}-\langle x\rangle _{n}}{\sigma _{n}}}.}
Si osservi che {\displaystyle {\textrm {E}}[y_{j}]=0,\ {\textrm {Var}}(y_{j})={\textrm {E}}[y_{j}^{2}]=1,\ \forall j}.

### Dimostrazione
La seguente dimostrazione fa uso della nozione di funzione caratteristica della {\displaystyle x^{*}}, definibile in modo equivalente come una particolare funzione valore atteso o come la trasformata di Fourier di una funzione di densità {\displaystyle \ f_{x^{*}}} in una variabile (complessiva) {\displaystyle x^{*}}:
{\displaystyle \varphi _{x^{*}}(t)={\textrm {E}}\left[e^{-itx^{*}}\right]=\int _{\mathbb {R} }e^{-itx^{*}}f(x^{*})dx^{*},}
dove {\displaystyle i} è l'unità immaginaria. Nel dominio di Fourier, l'enunciato del teorema:
{\displaystyle \lim _{n\to +\infty }f(x_{n}^{*})={\frac {e^{-{\frac {\scriptscriptstyle 1}{\scriptscriptstyle 2}}x^{*2}}}{\sqrt {2\pi }}},}
diventa equivalente a:
{\displaystyle \lim _{n\rightarrow \infty }\varphi _{x^{*}}(t)=e^{-{\frac {t^{2}}{2}}},\qquad \forall f(x^{*}),}
infatti il secondo membro è la funzione caratteristica della distribuzione normale.
Nel caso presente, si ha:
{\displaystyle }{\varphi _{x^{*}}(t)={\textrm {E}}\left[\exp \left\{-itx^{*}\right\}\right]={\textrm {E}}\left[\exp \left\{{\frac {-it}{\sqrt {n}}}\sum _{j=1}^{n}y_{j}\right\}\right]=\prod _{j=1}^{n}{\textrm {E}}\left[\exp \left\{{\frac {-it}{\sqrt {n}}}y_{j}\right\}\right],}
dove l'ultima uguaglianza discende dalla indipendenza degli {\displaystyle \ x_{j}} quindi anche degli {\displaystyle \ y_{j}}. Effettuando lo sviluppo di Maclaurin dell'esponenziale, si può calcolarne il valore atteso:
{\displaystyle \ {\textrm {E}}\left[\exp \left\{{\frac {-it}{\sqrt {n}}}y_{j}\right\}\right]={\textrm {E}}\left[1-{\frac {i}{\sqrt {n}}}ty_{j}-{\frac {1}{n}}{\frac {t^{2}}{2}}y_{j}^{2}+o\left(t^{2}y_{j}^{2}\right)\right]=1-{\frac {1}{n}}\left({\frac {t^{2}}{2}}\right),\ \forall j.}
Segue che:
{\displaystyle \varphi _{x^{*}}(t)=\prod _{j=1}^{n}\left(1-{\frac {1}{n}}\left({\frac {t^{2}}{2}}\right)\right)=\left(1-{\frac {1}{n}}\left({\frac {t^{2}}{2}}\right)\right)^{n}.}
Ma applicando il limite notevole: {\displaystyle \ \lim _{n\rightarrow \infty }\left(1-{\frac {x}{n}}\right)^{n}=e^{-x}}, si ha:
{\displaystyle \lim _{n\rightarrow \infty }\varphi _{x^{*}}(t)=e^{-{\frac {t^{2}}{2}}},}
come volevasi dimostrare.

## Teorema di De Moivre-Laplace
Si tratta di un'applicazione del teorema di Lindeberg-Lévy al caso di distribuzione binomiale:
Se {\displaystyle Y=Bi(n,p)} è una variabile casuale binomiale, che possiamo vedere come somma di {\displaystyle n} variabili casuali bernoulliane. Allora per {\displaystyle n\to \infty }:
{\displaystyle Y={\mathcal {N}}(np,np(1-p)),}
ossia una gaussiana con media {\displaystyle np} e varianza {\displaystyle np(1-p)}.
Se standardizziamo:
{\displaystyle \lim _{n\to \infty }{\frac {Y_{n}-np}{\sqrt {np(1-p)}}}=Z.}
Questo teorema è molto utile nel caso si vogliano valori approssimati del numero di successi nella ripetizione di un esperimento indipendente dagli esiti passati, visto che la variabile aleatoria binomiale risulta spesso difficile da calcolare con numeri elevati. L'approssimazione è tanto migliore quanto più è alto il numero di esperimenti.

### Dimostrazione
Il teorema di De Moivre-Laplace può essere dimostrato più facilmente del teorema del limite centrale, con una prova per la quale è necessaria la conoscenza degli sviluppi di Taylor e dell'approssimazione di Stirling. Per il fattoriale di un numero {\displaystyle n} sufficientemente grande vale la formula di Stirling, secondo cui:
{\displaystyle n!\simeq {\sqrt {2\pi n}}\left({\frac {n}{e}}\right)^{n},}
o equivalentemente:
{\displaystyle n!\simeq n^{n}e^{-n}{\sqrt {2\pi n}}.}
La funzione di densità di {\displaystyle \mathrm {Bi} (n,p)} si potrà scrivere allora come:
{\displaystyle {\begin{aligned}{n \choose k}\,p^{k}q^{n-k}&={\frac {n!}{k!\left(n-k\right)!}}p^{k}q^{n-k}\\&\simeq {\frac {n^{n}e^{-n}{\sqrt {2\pi n}}}{k^{k}e^{-k}{\sqrt {2\pi k}}{(n-k)}^{n-k}e^{-(n-k)}{\sqrt {2\pi (n-k)}}}}p^{k}q^{n-k}\\&={\frac {\sqrt {2\pi n}}{{\sqrt {2\pi k}}{\sqrt {2\pi (n-k)}}}}\cdot {\frac {n^{n}}{k^{k}{(n-k)}^{n-k}}}\cdot {\frac {e^{-n}}{e^{-k}e^{-(n-k)}}}p^{k}q^{n-k}\\&={\frac {\sqrt {n}}{{\sqrt {k}}{\sqrt {2\pi (n-k)}}}}\cdot {\frac {n^{n}}{k^{k}{(n-k)}^{n-k}}}\cdot {\frac {e^{-n}}{e^{-k}e^{-n}{e}^{k}}}p^{k}q^{n-k}\\&={\sqrt {\frac {n}{2\pi k(n-k)}}}n^{n}{\left({\frac {p}{k}}\right)}^{k}{\left({\frac {q}{n-k}}\right)}^{(n-k)}e^{-n+k+n-k}\\&={\sqrt {\frac {n}{2\pi k(n-k)}}}n^{n-k+k}{\left({\frac {p}{k}}\right)}^{k}{\left({\frac {q}{n-k}}\right)}^{(n-k)}\\&={\sqrt {\frac {n}{2\pi k(n-k)}}}n^{n-k}n^{k}{\left({\frac {p}{k}}\right)}^{k}{\left({\frac {q}{n-k}}\right)}^{(n-k)}\\&={\sqrt {\frac {n}{2\pi k(n-k)}}}{\left({\frac {np}{k}}\right)}^{k}{\left({\frac {nq}{n-k}}\right)}^{(n-k)}\\&={\sqrt {\frac {n}{2\pi k(n-k)}}}{\left({\frac {k}{np}}\right)}^{-k}{\left({\frac {n-k}{nq}}\right)}^{-(n-k)}\\\end{aligned}}}
Sia ora
{\displaystyle x={\frac {(k-np)}{\sqrt {npq}}}}
{\displaystyle \Rightarrow \ k=np+x{\sqrt {npq}}\quad } e {\displaystyle \quad n-k=nq-x{\sqrt {npq}}}
{\displaystyle \Rightarrow \ {\frac {k}{np}}=1+x{\sqrt {\frac {q}{np}}}\quad } e {\displaystyle \quad {\frac {n-k}{nq}}=1-x{\sqrt {\frac {p}{nq}}}}
{\displaystyle \Rightarrow \ {n \choose k}p^{k}q^{n-k}\simeq {\sqrt {\frac {n}{2{\mathbf {\pi } }k(n-k)}}}{\left(1+x{\sqrt {\frac {q}{np}}}\right)}^{-k}{\left(1-x{\sqrt {\frac {p}{nq}}}\right)}^{-(n-k)}.}
Consideriamo dapprima il primo termine tra parentesi quadre nell'ultima uguaglianza:
{\displaystyle {\begin{aligned}{\sqrt {\frac {n}{2\pi k\left(n-k\right)}}}&={\sqrt {{\frac {n}{2\pi k\left(n-k\right)}}\cdot {\frac {{1}/{n^{2}}}{{1}/{n^{2}}}}}}\\&={\sqrt {\frac {{1}/{n}}{{2\pi k(n-k)}/{n^{2}}}}}\\&={\sqrt {\frac {{1}/{n}}{2\pi {\frac {k}{n}}{\frac {(n-k)}{n}}}}}\\&={\sqrt {\frac {{1}/{n}}{2\pi {\frac {k}{n}}\left(1-{\frac {k}{n}}\right)}}}\\&={\sqrt {\frac {{1}/{n}}{2\pi p\left(1-p\right)}}}\qquad \qquad \qquad \left[\because k\to np\Rightarrow {\frac {k}{n}}\to p\right]\\&={\sqrt {\frac {{1}/{n}}{2\pi pq}}}\qquad \qquad \qquad \left[\because p+q=1\Rightarrow q=1-p\right]\\&={\sqrt {\frac {1}{2\pi npq}}}\\&={\frac {1}{\sqrt {2\pi npq}}}\end{aligned}}}
{\displaystyle \Rightarrow {n \choose k}p^{k}q^{n-k}\simeq {\frac {1}{\sqrt {2{\mathbf {\pi } }npq}}}{\left(1+x{\sqrt {\frac {q}{np}}}\right)}^{-k}{\left(1-x{\sqrt {\frac {p}{nq}}}\right)}^{-(n-k)}.}
E quindi:
{\displaystyle {\left(1+x{\sqrt {\frac {q}{np}}}\right)}^{-k}{\left(1-x{\sqrt {\frac {p}{nq}}}\right)}^{-\left(n-k\right)}=e^{\ln \left[{\left(1+x{\sqrt {\frac {q}{np}}}\right)}^{-k}{\left(1-x{\sqrt {\frac {p}{nq}}}\right)}^{-\left(n-k\right)}\right]}.}
Per cui si ha che:
{\displaystyle {n \choose k}p^{k}q^{n-k}\simeq {\frac {1}{\sqrt {2{\mathbf {\pi } }npq}}}e^{\ln \left[{\left(1+x{\sqrt {\frac {q}{np}}}\right)}^{-k}{\left(1-x{\sqrt {\frac {p}{nq}}}\right)}^{-\left(n-k\right)}\right]}.}
Consideriamo quindi il logaritmo naturale che appare nell'ultima uguaglianza.
{\displaystyle {\begin{aligned}\ln \left[{\left(1+x{\sqrt {\frac {q}{np}}}\right)}^{-k}{\left(1-x{\sqrt {\frac {p}{nq}}}\right)}^{-\left(n-k\right)}\right]&=\ln {\left(1+x{\sqrt {\frac {q}{np}}}\right)}^{-k}+\ln {\left(1-x{\sqrt {\frac {p}{nq}}}\right)}^{-\left(n-k\right)}\\&=-k\ln \left(1+x{\sqrt {\frac {q}{np}}}\right)-\left(n-k\right)\ln \left(1-x{\sqrt {\frac {p}{nq}}}\right)\end{aligned}}}
Utilizzando le espansioni di Taylor seguenti:
{\displaystyle \ln \left(1+y\right)=y-{\frac {y^{2}}{2}}+{\frac {y^{3}}{3}}-{\frac {y^{4}}{4}}+\cdots ,}
{\displaystyle \ln \left(1-y\right)=-y-{\frac {y^{2}}{2}}-{\frac {y^{3}}{3}}-{\frac {y^{4}}{4}}-\cdots ,}
si ha:
{\displaystyle \ln \left(1+x{\sqrt {\frac {q}{np}}}\right)=x{\sqrt {\frac {q}{np}}}-{\frac {x^{2}q}{2np}}+\cdots }
e
{\displaystyle \ln \left(1-x{\sqrt {\frac {p}{nq}}}\right)=-x{\sqrt {\frac {p}{nq}}}-{\frac {x^{2}p}{2nq}}-\cdots }
da cui:
{\displaystyle {\begin{aligned}{\ln \left[{\left(1+x{\sqrt {\frac {q}{np}}}\right)}^{-k}{\left(1-x{\sqrt {\frac {p}{nq}}}\right)}^{-\left(n-k\right)}\right]}&=-k\left(x{\sqrt {\frac {q}{np}}}-{\frac {x^{2}q}{2np}}+\cdots \right)-\left(n-k\right)\left(-x{\sqrt {\frac {p}{nq}}}-{\frac {x^{2}p}{2nq}}-\cdots \right)\\&=-\left(np+x{\sqrt {npq}}\right)\left(x{\sqrt {\frac {q}{np}}}-{\frac {x^{2}q}{2np}}+\cdots \right)-\left(nq-x{\sqrt {npq}}\right)\left(-x{\sqrt {\frac {p}{nq}}}-{\frac {x^{2}p}{2nq}}-\cdots \right),\end{aligned}}}
per cui
{\displaystyle {\begin{aligned}{\ln \left[{\left(1+x{\sqrt {\frac {q}{np}}}\right)}^{-k}{\left(1-x{\sqrt {\frac {p}{nq}}}\right)}^{-\left(n-k\right)}\right]}&=-\left(np\cdot x{\sqrt {\frac {q}{np}}}-np\cdot {\frac {x^{2}q}{2np}}+x{\sqrt {npq}}\cdot x{\sqrt {\frac {q}{np}}}-x{\sqrt {npq}}\cdot {\frac {x^{2}q}{2np}}+\cdots \right)\\&-\left(-nq\cdot x{\sqrt {\frac {p}{nq}}}-nq\cdot {\frac {x^{2}p}{2nq}}+x{\sqrt {npq}}\cdot x{\sqrt {\frac {p}{nq}}}+x{\sqrt {npq}}\cdot {\frac {x^{2}p}{2nq}}+\cdots \right)\\&=-\left(x{\sqrt {npq}}-{\frac {x^{2}q}{2}}+x^{2}q+\cdots \right)-\left(-x{\sqrt {npq}}-{\frac {x^{2}p}{2}}+x^{2}p+\cdots \right)\\&=-\left(x{\sqrt {npq}}+{\frac {x^{2}q}{2}}+\cdots \right)-\left(-x{\sqrt {npq}}+{\frac {x^{2}p}{2}}+\cdots \right)\\&=-x{\sqrt {npq}}-{\frac {x^{2}q}{2}}+x{\sqrt {npq}}-{\frac {x^{2}p}{2}}-\cdots \\&=-{\frac {x^{2}q}{2}}-{\frac {x^{2}p}{2}}-\cdots \\&=-{\frac {x^{2}}{2}}\left(q+p\right)-\cdots \\&=-{\frac {x^{2}}{2}}-\cdots \end{aligned}}}
{\displaystyle \Rightarrow {\ln \left[{\left(1+x{\sqrt {\frac {q}{np}}}\right)}^{-k}{\left(1-x{\sqrt {\frac {p}{nq}}}\right)}^{-\left(n-k\right)}\right]}\simeq -{\frac {x^{2}}{2}}}
{\displaystyle \Rightarrow {n \choose k}p^{k}q^{n-k}\simeq {\frac {1}{\sqrt {2{\mathbf {\pi } }npq}}}e^{\ln \left[{\left(1+x{\sqrt {\frac {q}{np}}}\right)}^{-k}{\left(1-x{\sqrt {\frac {p}{nq}}}\right)}^{-\left(n-k\right)}\right]}\simeq {\frac {1}{\sqrt {2{\mathbf {\pi } }npq}}}e^{{-x^{2}}/{2}}.}
Possiamo ignorare i termini di grado maggiore del secondo, essendo {\displaystyle x} proporzionale a {\displaystyle (k-np)} che tende a {\displaystyle 0} al crescere di {\displaystyle n}. Dunque, elevando al quadrato e dividendo per due {\displaystyle x,} si ha:
{\displaystyle {\frac {x^{2}}{2}}={\frac {{\left({\frac {(k-np)}{\sqrt {npq}}}\right)}^{2}}{2}}={\frac {{\left(k-np\right)}^{2}}{2npq}}.}
Quindi,
{\displaystyle {n \choose k}p^{k}(1-p)^{n-k}\simeq {\frac {1}{\sqrt {2{\mathbf {\pi } }np(1-p)}}}e^{{-{\left(k-np\right)}^{2}}/{2np(1-p)}},}
che è esattamente l'asserto che volevamo provare, infatti il termine a destra è una distribuzione gaussiana con media {\displaystyle np} e varianza {\displaystyle np(1-p).}